# Axel Grönberg
Rolf Axel "Acke" Einar Grönberg, född 9 maj 1918 i Norbergs församling, Västmanlands län, död 23 april 1988 i Sankt Görans församling, Stockholm, var en svensk brottare.
Han blev olympisk guldmedaljör i grekisk-romersk stil 1948 och 1952 samt världsmästare 1950.
Grönberg blev 15 gånger svensk mästare i mellanvikt (8 gånger i grekisk-romersk stil och 7 gånger i fri stil), samtliga gånger tävlande för Brottarklubben Athén, Stockholm.